# Chunky Pandey
Chunky Pandey, noto anche come Chandrakant Pandey, pseudonimo di Suyash Sharad Panday (Mumbai, 26 settembre 1962), è un attore indiano.

## Biografia
È apparso in oltre cinquantacinque film, di cui molti di Bollywood.
Ha esordito nel 1987 con Daraar, ma si è fatto notare accanto a Anil Kapoor nel film Tezaab l'anno dopo.
In seguito ha recitato anche in molte pellicole in bengali.

## Filmografia
- Daraar, regia di Raj Bharat (1987)
- Aag Hi Aag, regia di Shibu Mitra (1987)
- Paap Ki Duniya, regia di Shibu Mitra (1988)
- Khatron Ke Khiladi,regia di Rama Rao Tatineni (1988)
- Tezaab, regia di N. Chandra (1988)
- Agnee, regia di J. Om Prakash (1988)
- Gunahon Ka Faisla, regia di Shibu Mitra (1988)
- Ustaad, regia di Kawal Sharma (1989)
- Na-Insaafi, regia di Mehul Kumar (1989)
- Gola Barood, regia di David Dhawan (1989)
- Zakham, regia di Irfan Khan (1989)
- Ghar Ka Chiraag, regia di Sikander Bharti (1989)
- Paanch Papi, regia di Shibu Mitra (1989)
- Mitti Aur Sona, regia di Shiv Kumar (1989)
- Kasam Vardi Kee, regia di Shibu Mitra (1989)
- Zahreelay, regia di Jyotin Goel (1990)
- Naaka Bandi, regia di Shibu Mitra (1990)
- Aaj Ke Shahenshah, regia di Shibu Mitra (1990)
- Tadap, regia di Sohanlal Kanwar (1990)
- Mandira, regia di Sujit Guha (1990)
- Jai Shiv Shankar, regia di S.A. Chandrashekhar (1990)
- Khilaaf, regia di Rajeev Nagpal (1991)
- Do Matwale, regia di Ajay Kashyap (1991)
- Rupaye Dus Karod, regia di Sikander Bharti (1991)
- Jeevan Daata, regia di Swaroop Kumar (1991)
- Kohraam, regia di Kuku Kohli (1991)
- Kasak, regia di K. Bapaiah (1992)
- Vishwatma, regia di Rajiv Rai (1992)
- Khule-Aam, regia di Arun Dutt (1992)
- Sone Ki Lanka, regia di Ajay Kashyap (1992)
- Apradhi, regia di K. Ravi Shankar (1992)
- Parda Hai Parda, regia di K. Bapaiah (1992)
- Naseebwaala, regia di Kalpataru (1992)
- Lootere, regia di Dharmesh Darshan (1993)
- Police Wala, regia di Sikander Bharti (1993)
- Aankhen, regia di David Dhawan (1993)
- Insaniyat, regia di Tony Juneja (1994)
- Bollywood, regia di B.J. Khan (1994)
- Teesra Kaun?, regia di Partho Ghosh (1994)
- Gopalaa, regia di Akash Jain (1994)
- Shami Keno Asami, regia di Monwar Khokon (1997)
- Kaun Rokega Mujhe, regia di Kamal Raj Bhasin e Coca Cola (1997)
- Bhoot Bhungla, regia di Aziz Sejawal (1997)
- Meyerao Manush, regia di Monwar Khokon (1998)
- Tirchhi Topiwale, regia di Nadeem Khan (1998)
- Yeh Hai Mumbai Meri Jaan, regia di Mahesh Bhatt (1999)
- Jwalamukhi, regia di Jagdish A. Sharma, Vijay Sharma e Abdul Rehman Sheikh (2000)
- Kasam, regia di Shibu Mitra (2001)
- Qayamat: City Under Threat, regia di Harry Baweja (2003)
- Mumbai Se Aaya Mera Dost, regia di Apoorva Lakhia (2003)
- Elaan, regia di Vikram Bhatt (2005)
- 'D', regia di Vishram Sawant (2005)
- Ssukh, regia di Kirti Kumar (2005)
- Prem Korechi Besh Korechi, regia di Badol Khandokar (2005)
- Darwaza Bandh Rakho, regia di J.D. Chakravarthi (2006)
- Don: The Chase Begins Again, regia di Farhan Akhtar (2006)
- Apna Sapna Money Money, regia di Sangeeth Sivan (2006)
- I See You, regia di Vivek b Agrawal (2006)
- Fool N Final, regia di Ahmed Khan (2007)
- Khushboo: The Fragraance of Love, regia di Rajesh Ram Singh (2008)
- Khallballi: Fun Unlimited, regia di Ajay Chandhok (2008)
- Ek: The Power of One, regia di Sangeeth Sivan (2009)
- Paying Guests, regia di Paritosh Painter (2009)
- Shortkut - The Con Is On, regia di Neeraj Vora (2009)
- Sankat City, regia di Pankaj Advani (2009)
- Daddy Cool: Join the Fun, regia di K. Muralimohana Rao (2009)
- De Dana Dan, regia di Priyadarshan (2009)
- Click, regia di Sangeeth Sivan (2010)
- Housefull, regia di Sajid Khan (2010)
- Hello Darling, regia di Manoj Shidheshwari Tiwari (2010)
- Toonpur Ka Superrhero, regia di Kireet Khurana (2010)
- Ready, regia di Anees Bazmee (2011)
- Rascals, regia di David Dhawan (2011)
- Housefull 2, regia di Sajid Khan (2012)
- Kyaa Super Kool Hain Hum, regia di Sachin Yardi (2012)
- Himmatwala, regia di Sajid Khan (2013)
- Ishkq in Paris, regia di Prem Soni (2013)
- Hum Hai Raahi CAR Ke, regia di Jyotin Goel (2013)
- Bullett Raja, regia di Tigmanshu Dhulia e Ajit Sable (2013)
- Gang of Ghosts, regia di Satish Kaushik (2014)
- Humshakals, regia di Sajid Khan (2014)
- Disco Valley, regia di Sajit Warrier (2015)
- Badman, regia di Soumik Sen (2016)
- Housefull 3, regia di Sajid e Farhad Samji (2016)
- Begum Jaan, regia di Srijit Mukherji (2017)
- Tap Tap, regia di Praveen Fernandes - cortometraggio (2019)
- Shuruaat Ka Twist, regia collettiva (2019)
- Saaho, regia di Sujeeth (2019)
- Prassthanam, regia di Deva Katta (2019)
- Housefull 4, regia di Farhad Samji (2019)
- Jawaani Jaaneman, regia di Nitin Kakkar (2020)
- Vikun Taak, regia di Sameer Patil (2020)
- The Bridge, regia di Naresh Dudani, Ravindra Patil e Ravindra Patil (2020)
- Dhonu, regia di Deepak Ranjan Panda - cortometraggio (2020)